# Герб Диканьки
Герб Диканьки затверджений рішенням сесії селищної ради.

## Опис герба
Щит перетятий червоним і золотим. У першій частині срібна тріумфальна арка. У другій частині сім срібних колосків, перев'язаних такою ж стрічкою і супроводжуваних зверху червоним серцем. Щит обрамлений вінком із зеленого дубового листя, перевитого синьо-жовтою стрічкою; над щитом лазурова восьмипроменева зірка і червоний напис "ДИКАНЬКА".